# بيترس تنزلي
بيترس تنزلي (بالإنجليزية: Beatrice Tinsley)‏ مواليد 27 يناير 1941 في تشستر - الوفاة 23 مارس 1981 في نيو هيفن، الولايات المتحدة.

## حياته
ولدت بياتريس موريل هيل تينسلي في في تشيستر، انكلترا، وسط ثلاث شقيقات، ثم هاجرت إلى نيوزيلندا مع عائلتها بعد الحرب العالمية الثانية. أكملت تينسلي درجة الماجستير في العلوم من جامعة كانتربري عام 1962. انتقلوا عام 1963 إلى الولايات المتحدة، لدالاس، تكساس، لكنها كانت مقيدة بالمثل هناك.
في عام 1974، بعد سنوات من محاولة لتحقيق التوازن بين البيت والأسرة واثنين من وظائف التنقل، وقالت انها تركت زوجها وطفلين بالتبني لاتخاذ موقف أستاذا مساعدا في جامعة ييل. عملت هناك حتى وفاتها من سرطان في جامعة ييل مستوصف في عام 1981،وقد دفن رماد لها في مقبرة الحرم الجامعي.
عملت بيترس تنزلي على نظريات وعلوم الفضاء، ودراستها شرحت كيف تكونت المجرات في الماضي وكيف ستتكون في المستقبل، ونظريات الانفجار الكبير، وتمدد الكون. توفيت تينسلي عن عمر يناهز 40 عاماً بعد اصابتها بمرض السرطان، وكانت ستحتفل بعيد ميلادها ال 75 في يومنا هذا إذا ما كانت على قيد الحياة!.